# Carbonne
Carbonne (occitanska: Carbona) är en kommun i departementet Haute-Garonne i regionen Occitanien i södra Frankrike. Kommunen ligger i kantonen Carbonne som tillhör arrondissementet Muret. År 2022 hade Carbonne 5 650 invånare.

## Befolkningsutveckling
Antalet invånare i kommunen Carbonne
Referens:INSEE